# Neivamyrmex emersoni
Neivamyrmex emersoni é uma espécie de formiga do gênero Neivamyrmex.